# حصار شمال غزة
بدأ حصار شمال غزة يوم 5 أكتوبر 2024 بدخول جيش الاحتلال الإسرائيلي ثانيةً إلى مدينة جباليا من محافظة شمال غزة بعد انصرافه عنها في شهر مايو 2024 وقد قاتلته فيها فصائل المقاومة الفلسطينية وعلى رأسها كتائب الشهيد عز الدين القسام ودافعته دفاعا شديدا منذ 8 نوفمبر 2024 حتى خرج غيرَ منتصر في ما سُمِّيَ معركة جباليا.
كان الحصار جزءًا من "خطة الجنرالات" الإسرائيلية، التي هدفت إلى تهجير الفلسطينيين من شمال غزة، من خلال إعلان المنطقة منطقة قتال، وإصدار أوامر إخلاء للمدنيين تحت التهديد بالقتل. فرض جيش الاحتلال الإسرائيلي حصارًا كاملًا على شمال غزة، فقطعها عن مدينة غزة عبر تدمير معظم الطرق المؤدية إلى الجنوب، ومنع دخول المساعدات الإنسانية إليها. إلا أن عمليات الإجلاء واجهت عوائق كبيرة بسبب القصف الإسرائيلي وإطلاق النار على المدنيين الفارين، ما أدى إلى محاصرة الكثيرين.
وقد أثارت منظمات حقوق الإنسان مخاوف من ارتكاب جرائم حرب، ووُصفت الإجراءات الإسرائيلية بأنها تطهير عرقي وإبادة جماعية. كما شنت إسرائيل هجمات على المستشفيات والبنية التحتية الطبية، في حين حذرت هيئات دولية من ظروف كارثية في جباليا.
وامتد الحصار الإسرائيلي إلى بيت لاهيا وبيت حانون، حيث أفاد مسؤولون بأنه لم يُسمح بدخول أي طعام إلى المدينتين أو إلى جباليا. وصرّح مسؤول كبير في الإدارة المدنية الإسرائيلية (كوغات) بأن تسليم المساعدات اقتصر على مدينة غزة، بدعوى أنه "لا يوجد سكان" في بيت لاهيا وبيت حانون.
ودخل وقفٌ لإطلاق النار بين إسرائيل وحماس حيز التنفيذ في 19 يناير 2025، بالتزامن مع انسحاب جيش الاحتلال الإسرائيلي من شمال غزة إلى منطقة عازلة على طول حدود قطاع غزة مع إسرائيل.

## الخلفية
اندلعت اشتباكات بين المسلحين الفلسطينيين وجيش الاحتلال الإسرائيلي في بيت حانون وجباليا منذ 27 أكتوبر 2023 و8 نوفمبر 2023 على التوالي. كما شنّ جيش الاحتلال الإسرائيلي مداهمات على بيت لاهيا، من بينها حصار مستشفى كمال عدوان في ديسمبر 2024 ومايو 2024. وقد واجه جيش الاحتلال الإسرائيلي "مقاومة شديدة" خلال المعارك في جباليا،  وفشل في نهاية المطاف في تفكيك وجود حماس داخل المدينة. وفي 31 مايو 2024 انسحب جيش الاحتلال الإسرائيلي من شمال غزة. وخلال الأشهر الأربعة التي أعقبت الانسحاب الإسرائيلي، أفادت التقارير بأن حماس أعادت تنظيم صفوفها في جباليا، وتجنيد آلاف في المنطقة.

## الحصار

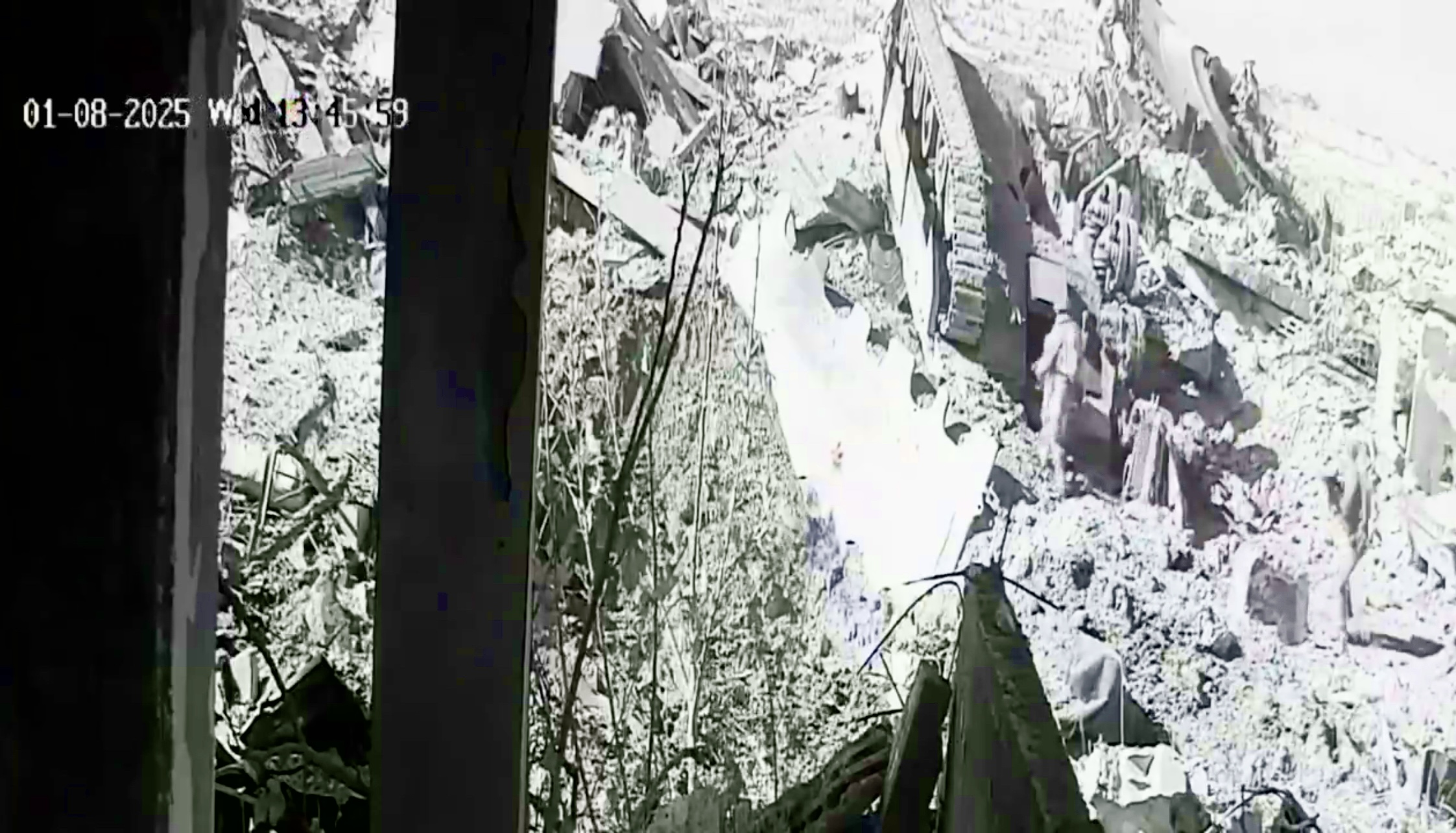
جنود إسرائيليون يتفقدون ميركافا دمرتها حماس في بيت حانون

### جباليا
في مساء 5 أكتوبر بدأت قوات الاحتلال الإسرائيلية عمليتها المُعلنة لتفكيك سيطرة حماس في جباليا، حيث شنّ سلاح الجو الإسرائيلي غارات مكثفة على محيط المنطقة، في حين قامت الألوية المدرعة بتطويق مخيم جباليا للاجئين. ومع تقدم قوات الاحتلال الإسرائيلي داخل جباليا، واجهت هجمات منسقة من عدة فصائل فلسطينية مسلحة، شملت حماس، وحركة الجهاد الإسلامي في فلسطين، وكتائب شهداء الأقصى، والجبهة الشعبية لتحرير فلسطين. وفي هذا السياق، نفذت حركة الجهاد الإسلامي هجومًا على غرفة قيادة وتحكم تابعة للقوات الإسرائيلية التي كانت تحاول التوغل في المخيم.
وفي 10 أكتوبر نظمت حماس كمينًا أسفر عن تدمير سرية مشاة آلية إسرائيلية مكوّنة من 12 مركبة شرقي المخيم. وفي المقابل، أعلنت قوات الاحتلال الإسرائيلي عن تنفيذ غارة جوية استهدفت مركز قيادة وتحكم تابع لحماس، أسفرت عن مقتل ما لا يقل عن 12 قائدًا من حركتي حماس والجهاد الإسلامي.
وبتاريخ 13 أكتوبر صرّح رئيس الوزراء الإسرائيلي بنيامين نتنياهو بأن قوات الجيش وصلت إلى "قلب جباليا"، وبدأت بتفكيك معاقل حماس هناك. كما شنّ جيش الاحتلال الإسرائيلي هجومًا على موقع أطلقت منه حركة الجهاد الإسلامي صواريخ باتجاه مدينة عسقلان في اليوم السابق. من جهة أخرى، واصلت الفصائل الفلسطينية المسلحة تنفيذ عمليات دفاعية داخل جباليا باستخدام العبوات الناسفة والصواريخ.
في 17 أكتوبر قصفت القوات الجوية الإسرائيلية مدرسة أبو حسين في جباليا، حيث أعلنت قوات الاحتلال الإسرائيلية أن المدرسة كانت تُستخدم كمركز قيادة وتحكم مشترك بين حماس وحركة الجهاد الإسلامي، وأكدت أنها قتلت 12 مقاتلًا خلال الهجوم. في المقابل، أفادت وزارة الصحة في غزة بأن القصف أسفر عن مقتل ما لا يقل عن 28 شخصًا، من بينهم عدد من الأطفال، ونقل عن أحد المسؤولين الصحيين قوله: "يُقتل المدنيون والأطفال، ويحترقون تحت القصف". وفي اليوم التالي دفعت إسرائيل بوحدة عسكرية إضافية إلى داخل جباليا.
وفي 20 أكتوبر، قُتل إحسان دقسة وهو عقيد في جيش الاحتلال الإسرائيلي وقائد اللواء 401 مدرع العامل في جباليا، خلال اشتباكات مع المقاتلين الفلسطينيين، ويُعتبر أرفع ضابط إسرائيلي يُقتل في مواجهات برية منذ بداية الحرب على غزة.
في 22 أكتوبر أعلنت حركة حماس أن مقاتليها فجّروا عبوة ناسفة استهدفت مجموعة من 12 جنديًا إسرائيليًا داخل مخيم جباليا للاجئين، ما أدى إلى مقتل وإصابة عدد منهم. واستمرت الاشتباكات العنيفة في المنطقة، حيث أفادت وسائل إعلام إسرائيلية في 17 نوفمبر بأن جنودًا من جيش الاحتلال الإسرائيلي كانوا يجهزون كمينًا في جنوب جباليا، لكنهم وقعوا بأنفسهم في كمين نصبه مقاتلو حماس.
وفي 20 ديسمبر نفذ أحد مقاتلي حماس عملية تفجير انتحارية استهدفت موقعًا للجيش الإسرائيلي داخل المخيم، في تصعيد نوعي لأساليب المقاومة. وبعد أيام قليلة، وتحديدًا في 30 ديسمبر، شنّ مسلحون فلسطينيون هجومًا وصف بأنه "كبير نسبيًا" على مواقع للجيش الإسرائيلي في محيط مخيم جباليا، نُفّذ على عدة موجات، ما يعكس استمرار حدة المواجهات في المنطقة.

### بيت لاهيا
في 11 أكتوبر، أُبلغ عن اندلاع اشتباكات بين قوات الاحتلال الإسرائيلية وحماس في بيت لاهيا. وصرح المسؤولون الفلسطينيون في القطاع الصحي في 27 أكتوبر بأن الضربات الإسرائيلية أسفرت عن مقتل ما لا يقل عن 87 شخصًا. وفي 28 أكتوبر، قُتل 45 شخصًا جراء هجوم إسرائيلي استهدف ساحة سكنية في بيت لاهيا، فيما حُصر أكثر من 30 شخصًا تحت الأنقاض. وبعد فرار سكان جباليا إلى بيت لاهيا، توجهت قوات الاحتلال الإسرائيلية لاحقًا نحو المدينة. وأكد المسؤول الأممي سام روز أن "الأشخاص الذين فرّوا إلى بيت لاهيا تعرضوا هم أنفسهم للقصف". وأُعلنت بيت لاهيا حالة الطوارئ بسبب الحصار والهجمات الإسرائيلية، قائلة: "نعلن أن المدينة منطقة كارثية بسبب حرب الإبادة والحصار الإسرائيلي، ولا توجد بها طعام أو ماء أو مستشفيات أو أطباء أو خدمات أو اتصالات".
وفي 1 نوفمبر قُتل خمسة أشخاص جراء غارات جوية إسرائيلية على بيت لاهيا. كما تعرضت فرق الإنقاذ لهجمات، حيث أصيب ثلاثة من أعضائها بطائرة دون طيار، فيما أعلن الدفاع المدني أن دبابة إسرائيلية دمرت شاحنة الإطفاء الوحيدة لديهم. وفي 4 نوفمبر، قُتل ما لا يقل عن عشرين شخصًا خلال هجوم، وأظهرت مقاطع فيديو سكانًا وهم يخرجون جثثًا من تحت الأنقاض.
وفي 23 ديسمبر أعلنت حركة حماس أن بعض مقاتليها اقتحموا موقعًا لقوات الاحتلال الإسرائيلية في مبنى ببيت لاهيا وتمكنوا من تحرير عدد من الفلسطينيين المحتجزين بداخله.

### بيت حانون
في بيت حانون، شهدت الليلة الواقعة بين 11 و12 نوفمبر قصفًا عنيفًا نفذته قوات الاحتلال الإسرائيلية، تلاه في اليوم التالي استهداف للمدنيين الفارين باستخدام الطائرات المسيّرة ونيران القناصة. وفرضت قوات الاحتلال الإسرائيلي حصارًا على نحو 130 عائلة احتمت بأحد مراكز الإيواء في المدينة، وأجبرتهم على مغادرته تحت تهديد السلاح. ورُغم إعلان جيش الاحتلال الإسرائيلي أنه "فكك بنية حماس" في بيت حانون، إلا أن القوات التي دخلت المدينة المهجورة في 23 ديسمبر تعرّضت لكمين مباشر نفذه مسلحون، حيث أُصيبت مركبة قتالية بصاروخ مضاد للدروع، ما أدى إلى مقتل ثلاثة جنود، وهو ما أقر به جيش الاحتلال الإسرائيلي رسميًا.
وفي 28 ديسمبر أعادت قوات الاحتلال الإسرائيلي نشر وحدات كانت متمركزة سابقًا في رفح لتبدأ عمليات عسكرية جديدة في بيت حانون. وخلال كمين لم تُعلن تفاصيله، اعترف جيش الاحتلال بإصابة ثلاثة من جنوده ومقتل مستوطن من الضفة الغربية كان يخدم في صفوفه.
وتواصلت العمليات العسكرية، حيث أعلن جيش الاحتلال الإسرائيلي في 4 يناير 2025 عن تدمير مجمع كبير تابع لحماس في بيت حانون حسب تصريحهم. وبعد ذلك بيومين، في 6 يناير، قُتل قائد سرية ونائبه إثر استهداف مركبتهما بصاروخ مضاد للدروع أطلقه مسلحون من حماس، بينما قُتل ثلاثة جنود آخرين في 8 يناير عندما فجرت الحركة عبوة ناسفة تحت مركبتهم، وأسفر الهجوم ذاته عن إصابة ثلاثة جنود بجروح خطيرة.
وفي 11 يناير وقعت دورية إسرائيلية في كمين جديد، حيث استُهدفت دبابة من طراز ميركافا بعبوة ناسفة، ما أدى إلى مقتل جميع الجنود الأربعة الذين كانوا بداخلها. ثم تعرّض الجنود المتبقون لإطلاق نار كثيف من قبل مسلحي حماس قبل أن ينسحبوا، مخلفين وراءهم ستة جرحى من الجنود الإسرائيليين.

## الإجلاء والهجمات على المدنيين

### خطة الجنرالات

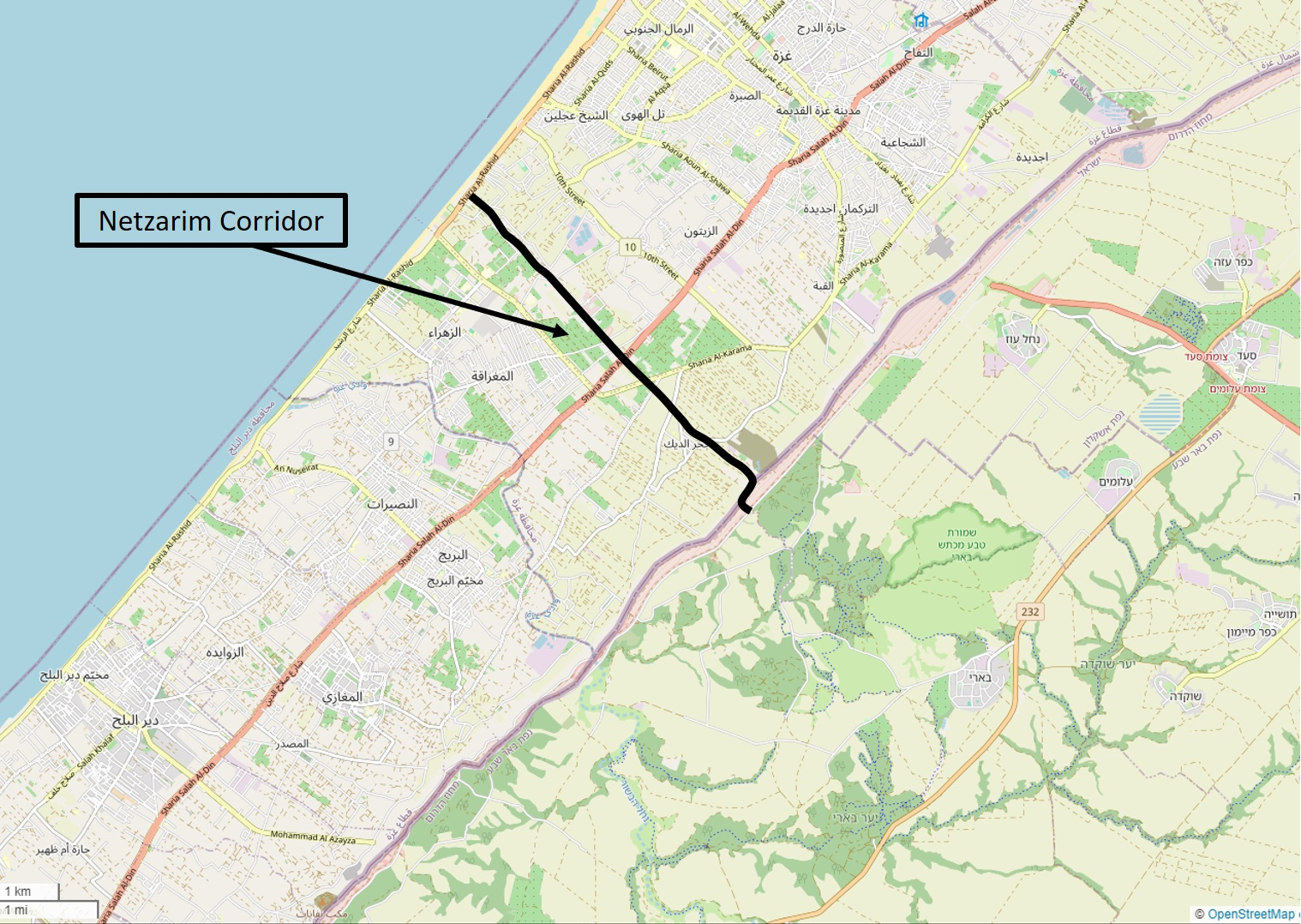
الموقع التقريبي لحاجز نتساريم.

في 6 أكتوبر 2024 صنّفت إسرائيل كامل شمال قطاع غزة منطقة قتال، وأمرت بإجلاء جميع السكان المدنيين منها. وزعم محللون عسكريون إسرائيليون ومركز الميزان لحقوق الإنسان أن هذه الخطوة كانت المرحلة الأولى من "خطة الجنرالات"، وهي سياسة اقترحها الجنرال الإسرائيلي السابق جيورا آيلاند، تهدف لإجبار الفلسطينيين على مغادرة غزة تحت القتل والتهديد بالقتل. من جهتها، ذكرت منظمات حقوق الإنسان الإسرائيلية مثل جيشاه وبتسيلم وأطباء من أجل حقوق الإنسان ييش دين أن هناك "مؤشرات مقلقة" على أن إسرائيل تنفذ فعليًا هذه الخطة. كما صرّح ثلاثة جنود احتياط إسرائيليين يخدمون في غزة بأنهم يعتقدون أن "خطة الجنرالات" تُطبق فعليًا على الأرض. وقد وصفت حماس هذه الخطة بأنها إبادة جماعية،  بينما وصفها آخرون بأنها تطهير عرقي لشمال غزة. وحذّرت الأمم المتحدة من أن إسرائيل لا تسمح بدخول الغذاء إلى شمال غزة أو إلى جباليا.
في 7 أكتوبر أصدرت قوات الاحتلال الإسرائيلي أوامر إخلاء لسكان جباليا وبيت حانون وبيت لاهيا، طالبةً منهم التوجه جنوبًا نحو منطقة المواصي. لكن تنفيذ أوامر الإخلاء كان بالغ الصعوبة بسبب استمرار القصف الإسرائيلي، بالإضافة إلى قيام الطائرات المسيّرة بملاحقة وإطلاق النار على الأشخاص الذين يحاولون الفرار. وقد أفاد السكان بأنهم عالقون داخل جباليا، حيث أُغلقت جميع الطرق المؤدية للخروج باستثناء الطريق السريع الرئيسي، إلا أن السكان أكدوا أن طائرات رباعية المراوح كانت تطلق النار على كل من يحاول المغادرة. وصرّح أحد السكان قائلًا: "إنها جحيم... لا نستطيع الخروج".
وفقًا لوسائل إعلام إسرائيلية، عبر عشرات الآلاف من الفلسطينيين من خلال معبر قوات الاحتلال الإسرائيلي الأمني في ممر نتساريم للوصول إلى جنوب قطاع غزة. إلا أن المتحدث باسم الأمم المتحدة ستيفان دوجاريك صرّح في 7 أكتوبر 2024 أن عددًا كبيرًا من سكان شمال غزة كانوا "محاصرين" داخل منازلهم، وأن "عددًا قليلًا فقط من العائلات تمكن من عبور وادي غزة متجهًا جنوبًا". من جهتها، ذكرت منظمة أطباء بلا حدود أن خمسة على الأقل من موظفيها كانوا عالقين داخل جباليا، وأكدت أن "لا أحد يُسمح له بالدخول أو الخروج؛ وكل من يحاول يُطلق عليه النار". كما قال مفوض الأونروا فيليب لازاريني: "الأشخاص الذين يحاولون الفرار يُقتلون، وتُترك جثثهم في الشوارع".
أفاد الصحفي أنس الشريف، الموجود على الأرض، بأن آلاف العائلات "محاصرة بين الدبابات، ونيرانها، والقصف المدفعي الكثيف". وذكرت امرأة أنها أُجبرت على مغادرة منزلها "تحت تهديد السلاح" بينما كانت الدبابات والجنود المدججون بالسلاح يحيطون بأسرتها، مضيفةً أن الشبان قد فُصلوا عن الآخرين للاستجواب. وفي جباليا، قالت امرأة أخرى إن طائرة رباعية المراوح وجهت رسالة للسكان مفادها: "لا تفكروا في شمال غزة مرة أخرى". وأظهرت لقطات إسرائيلية رجالًا يُفصلون عند الحواجز في شمال غزة ويُحتمل أنهم احتُجزوا. كما بثّ جيش الاحتلال الإسرائيلي مشاهد تُظهر عدد من الفلسطينيين يحتمون قرب المستشفى الإندونيسي المحاصر.
وأكد السكان أن قوات الاحتلال الإسرائيلي اقتحمت الملاجئ التي كانت تأوي عائلات نازحة، واعتقلت عددًا من الرجال، بينما أظهرت مقاطع مصوّرة رجالًا يجلسون بجانب دبابة، وآخرين يُقادون بعيدًا على يد جندي. وأعرب مكتب الأمم المتحدة لحقوق الإنسان عن قلقه من إمكانية تعرض هؤلاء الرجال للاعتقال التعسفي والتعذيب.

### استهداف المدنيين
أفاد الدفاع المدني الفلسطيني بأن ما لا يقل عن 17 شخصًا، بينهم 9 أطفال، قُتلوا في الموجة الأولى من الغارات الجوية الإسرائيلية. وكان من بين الضحايا الصحفي حسن حمد، الذي أُفيد بأنه استُهدف عمدًا من قِبل إسرائيل بعد تلقيه تهديدات عبر رسائل ومكالمات من ضباط إسرائيليين أمروه بوقف التغطية الإعلامية. وبعد غارة جوية إسرائيلية في 11 أكتوبر أسفرت عن مقتل ما لا يقل عن 22 فلسطينيًا وإصابة أكثر من 90 آخرين، أصدرت حماس بيانًا في اليوم التالي أدانت فيه ما وصفته بـ"مجازر الاحتلال النازي" في جباليا تحت حماية الولايات المتحدة. وذكر صحفيون أنهم يتعرضون للاستهداف المباشر من قِبل الجيش الإسرائيلي، بما في ذلك فادي الوحيدي، الذي أُفيد بأنه أُصيب برصاصة في رقبته أطلقها قناص.
وفي 14 أكتوبر، أفادت قناة الجزيرة بأن جيش الاحتلال الإسرائيلي كان يزرع متفجرات في المنازل لتفجيرها. وفي اليوم نفسه، أفاد مسعفون بأن قوات الاحتلال الإسرائيلي أطلقت النار على مدنيين أثناء انتظارهم الطحين في مركز لتوزيع الغذاء، مما أسفر عن مقتل عشرة أشخاص وإصابة العشرات. وفي 16 أكتوبر، أعلنت الدفاع المدني في غزة أن العشرات لا يزالون محاصرين تحت الأنقاض، وأن بعض الجثث ملقاة في الشوارع دون إمكانية إنقاذها. وصرّح المتحدث باسم الدفاع المدني بأن هناك نداءات استغاثة من عائلات تتعرض للقصف داخل مخيم جباليا، لكن من الصعب وصول الفرق إلى المواقع المستهدفة. ونتيجة لذلك، صرّح رئيس خدمات الطوارئ في شمال غزة بأن الكلاب الضالة باتت تأكل الجثث الملقاة في الشوارع.
في 18 أكتوبر، أظهر مقطع فيديو من مخيم جباليا غارة مزدوجة استهدفت طفلًا يبلغ من العمر 13 عامًا، وبعد أن تجمع الحشد لمساعدته، سقطت قنبلة ثانية مما أسفر عن مقتل الصبي البالغ من العمر ثلاثة عشر عامًا وإصابة عشرين شخصًا آخرين. وأفادت قناة الجزيرة العربية بأن منزلًا دُمر على رؤوس ساكنيه. وشهدت جباليا انقطاعًا في الاتصالات، مما أعاق عمليات الإنقاذ. ويُعتقد أن هذا الانقطاع نجم عن تضرر البنية التحتية الحيوية في جباليا، بما في ذلك أبراج الاتصالات. كما منعت الطائرات المسيَّرة والقصف المتواصل فرق الدفاع المدني من إنقاذ السكان العالقين تحت الأنقاض. وفي 19 أكتوبر، قُتل 33 شخصًا وأصيب آخرون جراء غارة جوية إسرائيلية استهدفت عدة منازل بالقرب من مفترق نصار. وأُفيد بأن إسرائيل دمّرت كامل المنطقة التاريخية (البلوك 2)، بما في ذلك المنازل والبنية التحتية. وقالت إحدى النساء: "بدأ الإسرائيليون بقصفنا بالمدفعية، كما أطلقت طائراتهم المسيّرة والحربية صواريخ، ثم اقتحموا المنطقة بدباباتهم وأطلقوا النار عشوائيًا". وقُتل ما لا يقل عن 87 شخصًا في غارة جوية على بيت لاهيا في 19 أكتوبر.
في 21 أكتوبر شنّت قوات الاحتلال الإسرائيلي هجومًا على مدرسة جباليا الإعدادية التي كانت تؤوي نازحين، مما أسفر عن مقتل عشرة أشخاص وإصابة ثلاثين آخرين. وأوضح أحد المسعفين، الذي كان يفرّ من المدرسة، أن المدنيين كانوا يحاولون تنفيذ أوامر الإخلاء عندما بدأ القصف فجأة. وفي 23 أكتوبر، أفادت فرق الدفاع المدني بأنها كانت تحاول إنقاذ من بقوا تحت الأنقاض بأيديهم، في ظل انعدام المعدات اللازمة. وفي اليوم ذاته، أُصيب ثلاثة من عناصر الدفاع المدني في غارة إسرائيلية "موجهة"، ما دفع الهيئة إلى تعليق عملياتها في شمال غزة،  في وقتٍ وردت فيه أنباء عن مقتل قائد شرطة المنطقة الشمالية على يد قوات الاحتلال الإسرائيلي. وفي 24 أكتوبر، أعلن الدفاع المدني أن غارة جوية استهدفت "البلوك 7" في جباليا، أسفرت عن مقتل وإصابة 150 شخصًا. ولم تتوقف الغارات، ففي 26 أكتوبر قُتل العشرات في قصف استهدف منازل في بيت لاهيا،  بينما بلغت حصيلة ضربة جوية أخرى على البلدة نفسها، في 29 أكتوبر، نحو 93 قتيلًا.
في 1 نوفمبر 2024، أعلن المكتب الإعلامي الحكومي في غزة أن غارتين جويتين إسرائيليتين استهدفتا مباني سكنية، أسفرتا عن مقتل 84 شخصًا، بينهم 50 طفلًا. وأوضح الدفاع المدني أنه لم يتمكن من الوصول إلى موقع القصف، مما دفع السكان لمحاولة إنقاذ الضحايا بأنفسهم. وفي شهادات مؤلمة، أفادت نساء تم إجلاؤهن من جباليا بأن جيش الاحتلال الإسرائيلي أجبرهن على الدخول في حُفر، ثم ألقى عليهن الغبار كوسيلة للترهيب.
صرّح الدكتور منير البرش، المدير العام لوزارة الصحة الفلسطينية في قطاع غزة، بأن "عائلات بأكملها اختفت" خلال الحصار والهجوم الإسرائيلي على شمال غزة. وعبّر عدد من السكان عن شعورهم بأنهم يتعرضون لإبادة جماعية، حيث نقل أحد الصحفيين قوله: "العائلات تُقتل داخل منازلها في جباليا." 

## الآثار الإنسانية
لا يزال الحجم الحقيقي للحصار والهجمات على شمال غزة مجهولًا إلى حد كبير، بسبب انقطاع الاتصالات، وغياب خدمات الطوارئ القادرة على إنقاذ الأشخاص المدفونين تحت الأنقاض، بالإضافة إلى استهداف إسرائيل للصحفيين الفلسطينيين وقتلهم أثناء توثيقهم لما يجري. وأعلنت وكالة الدفاع المدني في غزة، المسؤولة عن خدمات الإنقاذ والإسعاف الأولي، في 24 أكتوبر 2024، أنها لم تعد قادرة على العمل في شمال غزة بسبب تهديدات من الجيش الإسرائيلي.
وفي 1 نوفمبر 2024 حذرت جويـس مسويا، القائمة بأعمال منسق الشؤون الإنسانية في الأمم المتحدة، إلى جانب رؤساء اليونيسف، وبرنامج الأغذية العالمي، ووكالات أممية أخرى ومنظمات إغاثية، من أن سكان شمال غزة بأكملهم مهددون بالموت الوشيك نتيجة للأمراض والمجاعة والعنف.
ووفقًا لصندوق الأمم المتحدة للسكان، يقدَّر عدد النساء الحوامل المحاصرات في شمال غزة بنحو 4 ألف امرأة. وفي 4 نوفمبر 2024 صرّح رئيس جهاز الدفاع المدني في غزة قائلًا: "الفرق الطبية وفرق الدفاع المدني والمستشفيات في المنطقة الشمالية متوقفة عن الخدمة لليوم الثالث عشر على التوالي". وبحلول ذلك التاريخ، لم تكن هناك أي سيارة إسعاف عاملة في شمال غزة.

### المساعدات والإمدادات الإنسانية
صرّح رئيس وكالة الأونروا فيليب لازاريني بأن إسرائيل تمنع دخول الأدوية والغذاء إلى شمال غزة. ووفقًا لفارحان حق، نائب المتحدث باسم الأمم المتحدة، فقد رفضت إسرائيل طلبات الأمم المتحدة لتوصيل المساعدات الإنسانية إلى شمال غزة ما يصل إلى 28 مرة بين 6 و20 أكتوبر. وأفادت الأونشا بأن الأدوية النفسية في شمال غزة قد نفدت، كما أبلغ العاملون في المجال الإنساني عن توقف عمل محطتي مياه في المنطقة، وتم رفض تسليم 23,000 لتر من الوقود.
وأوضحت منظمة أوكسفام أن المناطق التي تُفرغ حاليًا من سكانها لم تتلقَ أي مساعدات إنسانية أو إمدادات. وقال مسؤول في أوكسفام إن الناس في شمال غزة يموتون جوعًا، وأضاف: "لا يوجد شيء. نتحدث عن عشرات الأيام التي لم يتلقوا فيها أي إمدادات". وأكد فولكر تورك، رئيس حقوق الإنسان في الأمم المتحدة، أن إسرائيل تحاصر "سكانًا بأكملهم" وتعرّضهم لخطر المجاعة. كما صرحت وزارة الصحة الفلسطينية في غزة بأنها نفدت من التوابيت وطلبت من المدنيين التبرع بالأقمشة المنزلية.
وفي 1 نوفمبر وصفت الولايات المتحدة السماح الإسرائيلي بدخول المساعدات إلى شمال غزة بأنه "غير كافٍ". وفي 4 نوفمبر أعلنت الولايات المتحدة أن إسرائيل "فشلت في تنفيذ" توصياتها، وأنها "ستلتزم بالقانون" إذا لم تمتثل إسرائيل للموعد النهائي المحدد.

### المستشفيات والرعاية الصحية
أفادت وزارة الصحة خلال الحصار بأن إسرائيل كثّفت استهدافها للنظام الصحي في شمال قطاع غزة. كما تأجلت حملة التطعيم التي أطلقتها منظمة الصحة العالمية لاحتواء وباء شلل الأطفال في شمال قطاع غزة، نتيجة تصاعد أعمال العنف وتكثيف القصف. وفي التاسع من أكتوبر قتلت غارة جوية إسرائيلية خمسة عشر شخصًا على الأقل داخل مستشفى اليمن السعيد في جباليا، الذي يؤوي عائلات نازحة. وبحسب التقارير فقد استخدمت إسرائيل تكتيكًا يُعرف باسم "الضربة المزدوجة"، حيث استهدفت في البداية منزلًا سكنيًّا، مما أدّى إلى إصابة خمسة عشر شخصًا، ثم قصفت سيارة إسعاف حضرت إلى الموقع لتقديم المساعدة، ما أسفر عن مقتل طبيب كان على متنها.
أفادت وزارة الصحة في قطاع غزة بأن إسرائيل أحاطت بثلاثة مستشفيات في شمال القطاع وبدأت باستهدافها بشكل مباشر، وهي: المستشفى الإندونيسي ومستشفى كمال عدوان ومستشفى العودة. وأشارت التقارير إلى أن أكثر من 350 مريضًا حُوصروا داخل المستشفيات، من بينهم نساء حوامل وأشخاص يعانون من أمراض مزمنة وأخرون بحاجة إلى تدخلات جراحية عاجلة. كما أعلن مستشفى العودة أن الغارات الإسرائيلية استهدفت المنشأة نفسها بالإضافة إلى سيارة إسعاف تابعة لها، ما أسفر عن إصابة عدد من الطواقم الطبية. وفي تصريحٍ أكد مدير المستشفى أن "قوات الاحتلال الإسرائيلي تستهدف كل ما يتحرك في شمال قطاع غزة".

#### المستشفى الإندونيسي
صرّح مدير المستشفى الإندونيسي قائلًا: "لقد أحاطت الدبابات الإسرائيلية بالمستشفى تمامًا، وقطعت التيار الكهربائي، وأطلقت قذائف المدفعية على المبنى مستهدفة الطابقين الثاني والثالث". وأشار طاقم المستشفى إلى سماع إطلاق نار كثيف استهدف المنشأة، ما أسفر عن إصابة أكثر من 40 مريضًا. وذكرت الأمم المتحدة أن المستشفى توقفت عن العمل بعد أن فقدت التيار الكهربائي، مما تسبب في وفاة مريضين داخل المستشفى.
كما أكدت مديرة التمريض في مستشفى إندونيسيا أن إمداد المياه للمستشفى قد قُطع، وأن تشغيل المولد الكهربائي يتطلب إذنًا من جيش الاحتلال الإسرائيلي، بالإضافة إلى نفاد مخزون الطعام منذ أربعة أيام متواصلة. وفي 21 أكتوبر 2024 أفاد الأطباء في المستشفى بأن قوات الاحتلال الإسرائيلي أحرقت مدرسة قريبة من المنشأة، ما امتدت النيران إثره إلى المستشفى وأدى إلى توقف التيار الكهربائي فيه.

#### مستشفى كمال عدوان
في 25 أكتوبر 2024 شنّت إسرائيل غارة على مستشفى كمال عدوان، وفقًا لما أفادت به وزارة الصحة الفلسطينية، والتي أشارت إلى أن نحو 600 مريض ومرافق وعامل طبي كانوا محاصرين داخل المستشفى. وفي اليوم التالي أوضحت منظمة الصحة العالمية أنه بالرغم من استمرار الحصار على المستشفى، فقد استعادت الاتصال بموظفي المنظمة هناك، مشيرة إلى إصابة أربعة من موظفيها واحتجاز 44 عاملًا صحيًّا، بالإضافة إلى تضرر أربع سيارات إسعاف.
كما أكدت وزارة الصحة في قطاع غزة أن قوات الاحتلال الإسرائيلي احتجزت جميع أفراد الطاقم الطبي من الذكور. وفي 27 أكتوبر صرّح الدكتور خليل دقران بأنه لم يبقَ في المستشفى سوى طبيب واحد فقط، وأفاد بأن قوات الاحتلال الإسرائيلي أحرقت أجزاءً من المبنى ودمّرت مداخله وهدّمت جدرانه. وأفادت رواية طبيب آخر قبل اعتقاله قائلاً: "إن هناك موتًا بكل أشكاله وأنواعه في مستشفى كمال عدوان وشمال قطاع غزة".
في 28 أكتوبر، أعلنت قوات الاحتلال الإسرائيلية أنها اعتقلت 100 من مسلحي حركة حماس خلال اقتحامها مستشفى كمال عدوان. وقد نفى كل من الطاقم الطبي المحلي وحركة حماس وجود أي مسلحين داخل المستشفى. وبعد ذلك بساعات، انسحبت قوات الاحتلال الإسرائيلية من المستشفى. وبعد الغارة بيوم، أفادت وزارة الصحة في قطاع غزة بأن طفلين لقيا حتفهما في وحدة العناية المركزة نتيجة تعطل مولدات الكهرباء في المستشفى واستهداف محطة الأكسجين. وأكدت منظمة الصحة العالمية أنها واصلت إجلاء المرضى من المستشفى، مشيرة إلى أن المبنى تضرر بشكل كبير، كما دُمرت أربع سيارات إسعاف، وأن المرضى كانوا بحاجة ماسة إلى المستلزمات الطبية والغذائية والمائية. وأضافت المنظمة أنها سلمت مساعدات طبية للمستشفى بعد الغارة، إلا أن ضربة إسرائيلية دمرتها. وفي 4 نوفمبر، وبعد استمرار القصف على المستشفى، صرّحت وزارة الصحة في غزة بأنه "يبدو أن هناك قرارًا قد اتخذ بإعدام جميع أفراد الطاقم الطبي الذين رفضوا مغادرته وعدم الإخلاء القسري".
في 26 ديسمبر، أسفر هجوم إسرائيلي عن مقتل 50 شخصًا في مبنى مجاور للمستشفى كان يأوي طاقم العمل الطبي وعائلاتهم. وفي اليوم التالي، اقتحمت قوات الاحتلال الإسرائيلية المستشفى، وأفاد مسؤولو المستشفى بأن الجنود أقدموا على حرق أجزاء من المبنى. وفرضت قوات الاحتلال الإسرائيلي إخلاءً إجباريًّا للمرضى والطاقم على حد سواء، حيث أظهرت مقاطع فيديو قيام الجنود بتجريد أفراد الطاقم من ملابسهم حتى أصبحوا شبه عراة، وأجبروهم على السير من المستشفى إلى جهة غير معلومة. كما أُبلغ عن قيام جيش الاحتلال الإسرائيلي بقطع إمدادات الأكسجين عن المستشفى. إلى جانب ذلك اعتقلت قوات الاحتلال الإسرائيلي 240 شخصًا خلال العملية، ووصفتهم بأنهم عملاء لحركة حماس، لتعزيز موقفها القائل بأن المستشفى كان مركزًا حيويًّا لنشاطات الحركة.

## ردود الفعل
حذّرت المفوضية السامية للأمم المتحدة لحقوق الإنسان من أنّ إسرائيل «تغلق شمال غزة بشكل فعال»، وقد تكون ترتكب جريمة حرب بسبب احتمال سعيها إلى «نقل السكان المدنيين في المنطقة بالقوة». وفي وقت لاحق، صرّح مكتب حقوق الإنسان بأن سلوك إسرائيل «قد يتسبب في تدمير السكان الفلسطينيين في أقصى شمال غزة من خلال القتل والتهجير»،  وأشار مكتب الأمم المتحدة لتنسيق الشؤون الإنسانية إلى أنّه يواصل "دق ناقوس الخطر" بشأن "الظروف المروعة" التي تعيشها العائلات في شمال غزة. وصرّحت جويـس مسويا، القائمة بأعمال منسقة الشؤون الإنسانية في الأمم المتحدة، قائلة: "أنباء مروعة من شمال غزة، حيث لا يزال الفلسطينيون يتحملون أهوالًا لا توصف تحت الحصار الإسرائيلي".
وقال جيمس إيلدر، المتحدث باسم اليونيسف: "نشهد الآن ما قد يكون أشدّ القيود التي فُرضت على المساعدات الإنسانية على الإطلاق". وفي بيان مشترك، ذكرت أوكسفام و37 منظمة إنسانية أخرى أن شمال غزة "يُمحى من على الخريطة". وصرّح أنطونيو غوتيريش، الأمين العام للأمم المتحدة، بأنّ "الناس الذين يعانون تحت الحصار الإسرائيلي المستمر في شمال غزة يوشكون على استنفاد كل وسائل البقاء المتاحة لهم". أما فولكر تورك، مفوض الأمم المتحدة السامي لحقوق الإنسان، فقد وصف الهجمات على شمال غزة بأنها "أحلك لحظة" في هذا الصراع.
صرّحت وزيرة خارجية فنلندا، إلينا فالتونن، بأنّ "جميع سكان شمال غزة في خطر وشيك بالموت"، مؤكدة حجم الكارثة الإنسانية التي يشهدها القطاع. وفي السياق ذاته، قال إيرن إيتزيون، النائب السابق لرئيس مجلس الأمن القومي الإسرائيلي، في تصريح صريح: "أود أن أقول بوضوح إنّ على جميع الجنود والضباط الإسرائيليين الذين يُطلب منهم تنفيذ أوامر قد تُعدّ جرائم حرب ضمن خطة الجنرالات أن يرفضوا تنفيذها".
من جهتها، دعت منظمة أطباء بلا حدود قوات الاحتلال الإسرائيلي إلى التوقف الفوري عن مهاجمة المستشفيات في شمال غزة، في ظل تزايد التقارير عن استهداف المنشآت الطبية. كما أكدت منظمة بتسيلم أنّ "حجم الجرائم" التي ترتكبها إسرائيل في شمال غزة "يفوق الوصف"، مشيرة إلى الانتهاكات الواسعة ضد المدنيين. أما اللجنة الدولية للصليب الأحمر فقد وصفت مستوى المعاناة في شمال غزة بأنه "لا يُمكن تصوّره"، في إشارة إلى الحالة الإنسانية الكارثية التي تمر بها المنطقة نتيجة الحصار والهجمات العسكرية.
نفت إسرائيل كعادتها أنها تسعى عمدًا إلى ترحيل أو تهجير سكان شمال غزة. وفي تعليقها على ذلك، قالت المحامية الفلسطينية المتخصصة في حقوق الإنسان سوسن زهر: "لا يهم ما إذا كانت إسرائيل تقول إنها تفعل ذلك أم لا، أو ما إذا كانت تطلق عليه اسمًا مختلفًا، ما يهم في القانون الدولي هو ما يحدث فعليًا على الأرض، ومن الواضح أننا نرى أن إسرائيل تحاول محو الوجود الفلسطيني في شمال غزة". وفي أوائل نوفمبر 2024 صرّح العميد يتسحاق كوهين بأن المساعدات الإنسانية ستُسمح بدخولها فقط إلى جنوب غزة، وأضاف: "ليست هناك نية للسماح لسكان شمال قطاع غزة بالعودة إلى منازلهم".
أكّد فلسطينيون في قطاع غزة أنهم يعتقدون أن إسرائيل تحاول "إتمام المهمة" من خلال إجبار جميع سكان شمال غزة على الفرار. وقد صرّح أحد السكان الذين رفضوا مغادرة جباليا قائلاً: "أخشى أنه إذا غادرنا، فسيكون من السهل عليهم إخلاء جميع سكان غزة. أولًا سيُخرجوننا من المخيم، ثم من وسط قطاع غزة، وفي النهاية من غزة بأكملها".

### الهجوم المسلح المرتبط في إسرائيل
وسط المعارك في جباليا، نفّذ محمد دردونة، وهو من أبناء المدينة، هجومًا مسلحًا في 15 أكتوبر على الطريق السريع 4 قرب أسدود في إسرائيل، أسفر عن مقتل ضابط شرطة وأربعة إسرائيليين آخرين. وعلى الرغم من أنه كان من سكان جباليا، إلا أن دردونة انتقل قبل عدة سنوات إلى الضفة الغربية، ثم تسرّب إلى داخل إسرائيل لتنفيذ الهجوم. من جانبها، وصفت حماس عملية إطلاق النار بأنها "رد طبيعي" على ما تقوم به إسرائيل في الأراضي الفلسطينية.

## نهاية الحصار
في 19 يناير 2025، دخل اتفاق وقف إطلاق النار بين إسرائيل وحماس حيّز التنفيذ. وفي اليوم نفسه، انسحب جيش الاحتلال الإسرائيلي من شمال قطاع غزة إلى منطقة عازلة على طول الحدود مع إسرائيل، وبدأ الفلسطينيون بالعودة إلى منازلهم في المنطقة. وقد شوهد الفلسطينيون في جباليا وهم يعودون إلى ما وُصف بأنه "مشهد نهاية العالم".
وذكرت تحليلات نشرتها صحيفة جيروزاليم بوست أن الهدف الإسرائيلي المتمثل في تهجير السكان المدنيين من شمال غزة قد فشل.